# Orchamoplatus montanus
Orchamoplatus montanus là một loài côn trùng cánh nửa trong họ Aleyrodidae, phân họ Aleyrodinae.
Orchamoplatus montanus được Dumbleton miêu tả khoa học đầu tiên năm 1956.